# PPŠ-41
Il PPŠh-41 (in russo Пистолет-пулемёт Шпагина 1941?, Pistolet-Pulemët Šhpagina 1941, "pistola-mitragliatrice Šhpagin 1941") è un mitra (a dispetto del nome, che classifica l'arma come pistola mitragliatrice) sovietico progettato da Georgij Šhpagin come alternativa al più costoso e complesso PPD-40.
Fu una delle armi più usate di tutto il secondo conflitto mondiale. Si stima che nel periodo bellico siano stati prodotti più di 6 milioni di esemplari di tale arma. Costruito per buona parte in acciaio stampato, l'arma poteva essere alimentata sia da caricatori bifilari che da caricatori a tamburo. Fu largamente usato anche dopo la seconda guerra mondiale durante la Guerra di Corea. Anche in Vietnam l'arma divenne popolare sia tra i Vietcong sia tra le forze dell'NVA e rimase in uso fino agli anni settanta.

## Storia

### Il progetto e la seconda guerra mondiale
Il progetto per il PPŠh-41 risale alla guerra d'inverno 1939-40 contro la Finlandia, la cui fanteria utilizzava il mitra Suomi KP-31 che risultava molto adatto negli scontri ravvicinati in ambienti boschivi o urbani. All'epoca l'Armata Rossa aveva in dotazione limitate quantità di moschetti automatici PPD-34/38 e PPD-40, ma erano armi considerate inadatte al combattimento da fanteria per la loro corta gittata, e distribuite perlopiù alla polizia e al NKVD. L'efficacia dei mitra Suomi usati nei combattimenti delle foreste innevate finlandesi costrinse l'Armata Rossa a rivedere le proprie tattiche ed emerse la necessità di un mitra efficace, poco ingombrante, facile ed economico da produrre. Venne accelerata la produzione del già esistente PPD-40, per ordine personale di Stalin, ma il Commissariato del Popolo per l'Industria Bellica (organo sovietico preposto alla produzione e progettazione di armamenti) ebbe l'ordine di sviluppare un nuovo moschetto automatico idoneo alla produzione in massa, poiché il PPD-40 richiedeva lunghe e complesse lavorazioni alla macchina utensile, con tutti i suoi pezzi fresati e torniti dal pieno.
Nell'autunno 1941 un'apposita commissione valutò vari progetti, e quello considerato più adatto era il progetto di Georgij Šhpagin, che prevedeva un largo impiego di parti ricavate per stampaggio alla pressa, anziché le tradizionali tornitura-fresatura: cosa al tempo rivoluzionaria per l'URSS, e che consentiva un abbattimento del 50% dei tempi di lavorazione. La produzione dell'arma cominciò nel 1941 a Mosca, sotto la supervisione di alti ufficiali del partito comunista sovietico, addetti al controllo della qualità dei prodotti.

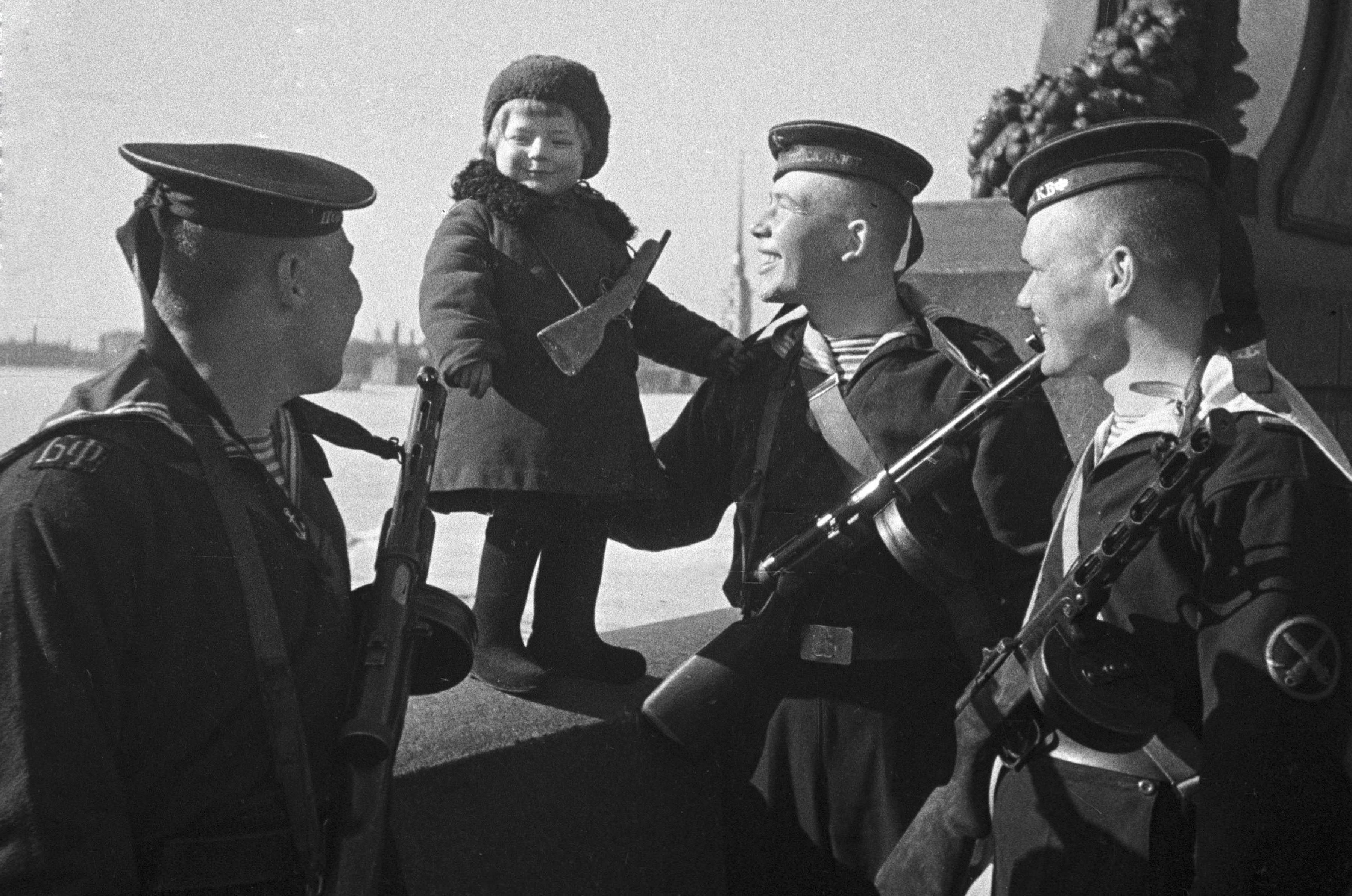
Marinai sovietici della Flotta del Baltico a Leningrado, con un'orfana di guerra adottata dai militari (caso frequente, in URSS). Il marinaio a destra è armato di PPŠh-41, i suoi colleghi di PPD-40.

Poche centinaia di esemplari vennero prodotti nel novembre 1941 e altri 155.000 uscirono dalle fabbriche nei cinque mesi seguenti. Per la primavera del 1942, le fabbriche erano arrivate ad un regime di produzione di 3.000 armi al giorno. Il PPŠh-41 è il classico esempio di arma semplificata per permettere la produzione di massa (altri esempi sono lo Sten inglese, l'MP-40 tedesco che però è già più raffinato, o l'M3 americano). Le sue componenti (ad eccezione della canna) potevano essere facilmente realizzate anche da operai senza esperienza con la dotazione dei garage per la riparazione delle auto, così da lasciare liberi gli operai specializzati per altri incarichi. Il PPŠh-41 conta 87 parti (contro le 95 del PPD-40, il precedente mitra adottato dall'esercito sovietico) e poteva essere realizzato in sole 7,3 ore di lavoro (contro le 13,7 ore necessarie per il PPD-40). La produzione delle canne veniva accelerata utilizzando le canne dei fucili Mosin-Nagant: si tagliava a metà la canna e la si adattava al proiettile da 7,62 x 25 mm (contro il 7,62 x 54 mm utilizzato dal fucile).

### L'impiego nel conflitto
Fin dalla sua introduzione in servizio il PPŠh-41 superò tutte le aspettative. Era robustissimo, estremamente affidabile e pressoché insensibile al gelo e alla polvere. Aveva una cadenza di tiro molto elevata, circa 1.000 colpi al minuto (il doppio della maggior parte dei mitra dell'epoca) ed era piuttosto preciso fino a 100 metri. La cartuccia 7,62x25 era potente e precisa: anche se il proiettile era più leggero del 9x19mm Parabellum ed aveva meno impatto, era però molto più veloce ed aveva una traiettoria molto tesa che permetteva al PPŠh-41 un tiro utile fino a 200 metri.

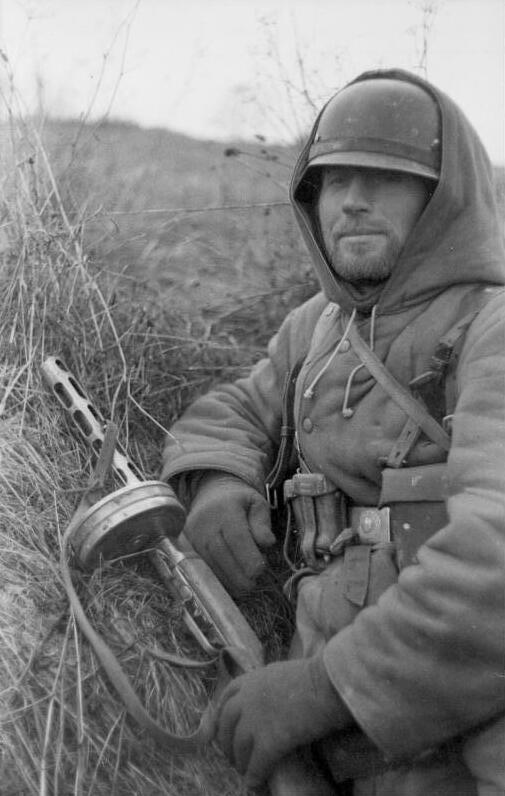
Militare della Wehrmacht sul fronte orientale, armato di PPŠh-41

Alle distanze ravvicinate (fino a 50 metri) che erano la norma, nei combattimenti urbani o nelle foreste, una pattuglia armata di PPŠ-41 poteva scatenare un volume di fuoco pari a quello di un'intera compagnia di fanteria armata di tradizionali fucili. Inoltre, il caricatore a tamburo da 71 colpi consentiva un'autonomia ragionevole e il peso dell'arma, unito all'ottimo calcio in legno, rendeva il tiro facile da controllare. 
Il caricatore a tamburo presentava qualche difetto: realizzato in lamiera di appena 1,5 mm di spessore, si piegava facilmente, il che causava inceppamenti. Inoltre, la molla interna che spingeva le cartucce era piuttosto dura da azionare e riempirlo tutto richiedeva tempo. I soldati sovietici impararono a non caricarlo con più di 60 colpi, per evitare il rischio che la molla si bloccasse. Dal 1942 furono disponibili caricatori curvi a serbatoio tradizionali da 35 colpi, e nel 1944 furono distribuiti caricatori a tamburo più robusti ed efficaci. Comunque, i militari sovietici tendevano a impiegare solo caricatori a tamburo che permettevano di sfruttare appieno le potenzialità dell'arma.
Per il successo ottenuto e gli elevatissimi numeri prodotti, il PPŠh-41 divenne immediatamente una delle icone della guerra, il simbolo del soldato sovietico così come l'MP-40 lo era del soldato tedesco e l'elmetto Mk.III del soldato britannico: interi battaglioni vennero equipaggiati in massa con quest'arma e lanciati in devastanti attacchi contro le truppe dell'Asse, soprattutto da parte di reparti di sciatori sovietici, ripetendo su scala molto più vasta le stesse tattiche impiegate dalla Finlandia e con efficacia altrettanto devastante. Il PPŠh-41 fu un'arma popolare anche tra i soldati tedeschi, e spesso i mitra catturati venivano utilizzati contro i loro precedenti proprietari. L'assoluta intercambiabilità tra i proiettili da 7,62 × 25 mm Tokarev dell'arma russa e quelli tedeschi da 7,63 × 25 mm Mauser utilizzati nella pistola C-96 permetteva al PPŠh-41 di sparare senza problemi anche questi, per cui i tedeschi potevano facilmente sopperire alla necessità di munizioni.
Dopo la cattura da parte dei tedeschi di un gran numero di PPŠh-41, partì in Germania un programma volto a convertire l'arma in modo che potesse usare il calibro standard per pistole e mitra in uso tra le forze armate tedesche, il 9 mm Parabellum. Le armi così riconvertite vennero denominate MP41(r), dove (r) sta per russisch (russo), mentre i modelli non riconvertiti MP717(r). Vennero persino distribuiti dei manuali d'uso in tedesco per le forze armate.
Non vi è dubbio che il PPŠh-41 soddisfò pienamente le aspettative dell'Armata Rossa: il suo impiego in massa, reso possibile dai moderni criteri di produzione su vasta scala, conferì ai soldati sovietici una potenza di fuoco nettamente superiore ai loro avversari. Ciò permise all'Armata Rossa di acquistare la superiorità tattica in tutte le decisive battaglie dal 1942 in poi, e di sviluppare delle tattiche di combattimento basate su assalti combinati di carri armati e fanteria munita di armi automatiche. Questa dottrina, che si rivelò vincente, fu sviluppata attorno al PPŠ-41 ed è perciò che gli storici e il pubblico, sovietici prima e russi poi, considerano il PPŠh-41, assieme al T-34 e al PPS-43, "l'arma che ha vinto la guerra".

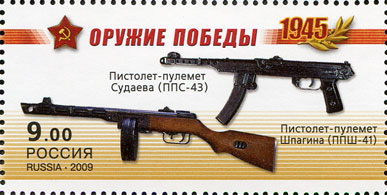
Francobollo russo commemorativo della vittoria durante la 2ª Guerra Mondiale: ritrae un mitra PPŠh-41 e un PPS-43, rimasti nell'immaginario collettivo russo come "le armi della vittoria".

|  |  |  |

### L'adozione nel secondo dopoguerra

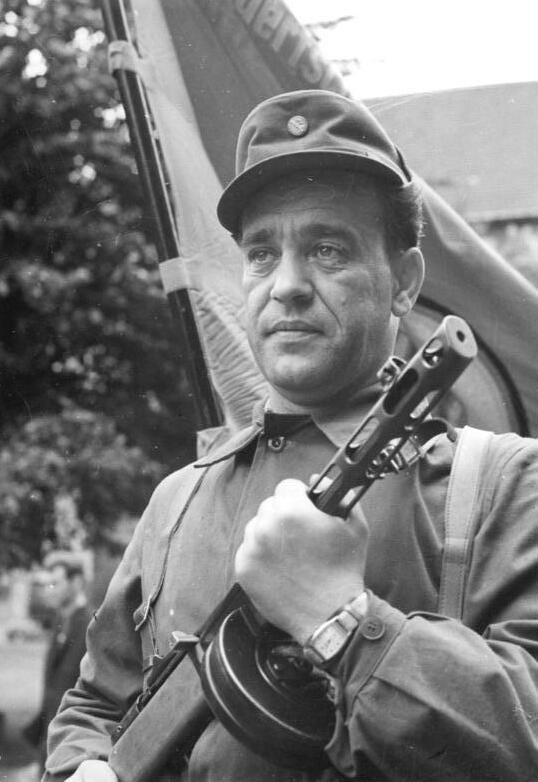
Berlino Est, agosto 1960: un membro dei Gruppi di Combattimento del Servizio del Lavoro della DDR (Kampfgruppe der Arbeitsdienst der DDR), una milizia paramilitare incaricata di sorvegliare i lavori per la costruzione del Muro di Berlino. È armato di un PPŠh-41 ceduto dall'Armata Rossa alla Repubblica Democratica Tedesca per equipaggiare le forze di Polizia e paramilitari.

Dopo la seconda guerra mondiale, il PPŠh fu venduto in grandi quantità agli stati filosovietici e alle forze di guerriglia. Il Chosŏn inmin'gun e l'Esercito Popolare di Liberazione ricevettero grandi quantità di PPŠh-41 dalla Russia, utilizzati in combinazione con il Type 49 nord-coreano e il Type 50 cinese, entrambi copie dell'arma sovietica. Sebbene non preciso su lunghe distanze, l'arma si rivelò estremamente adatta ai combattimenti a breve raggio che ebbero luogo durante la guerra di Corea. Le forze delle Nazioni Unite si trovavano in difficoltà nel contrastare l'impressionante volume di fuoco dell'arma sovietica. Molti ufficiali arrivarono persino a definire il PPŠh come la migliore arma di quella guerra: pur non vantando la stessa precisione del M1 Garand o della carabina M1 Carbine, il più alto rateo di fuoco la rendeva un'arma micidiale negli scontri ravvicinati Come disse un capitano di fanteria: “in modalità automatica sparava una quantità incredibile di proiettili e molte delle perdite in Corea furono subite in scontri a breve raggio e di breve durata - dipendeva da chi riusciva a sparare più in fretta. In queste situazioni, superava qualunque arma di cui noi disponessimo. Uno scontro ravvicinato tra pattuglie terminava molto rapidamente, e in molti casi lo perdevamo proprio a causa sua”.
Il PPŠh-41 ed i suoi cloni cinesi, coreani, ungheresi e polacchi (questi ultimi realizzati meglio), fu estesamente impiegato anche durante il conflitto in Indocina del 1945-54, nelle mani dell'esercito del Viet Minh; e fu poi utilizzato nella guerra del Vietnam ed in generale nella maggior parte dei conflitti del secondo dopoguerra fino agli anni 1970.

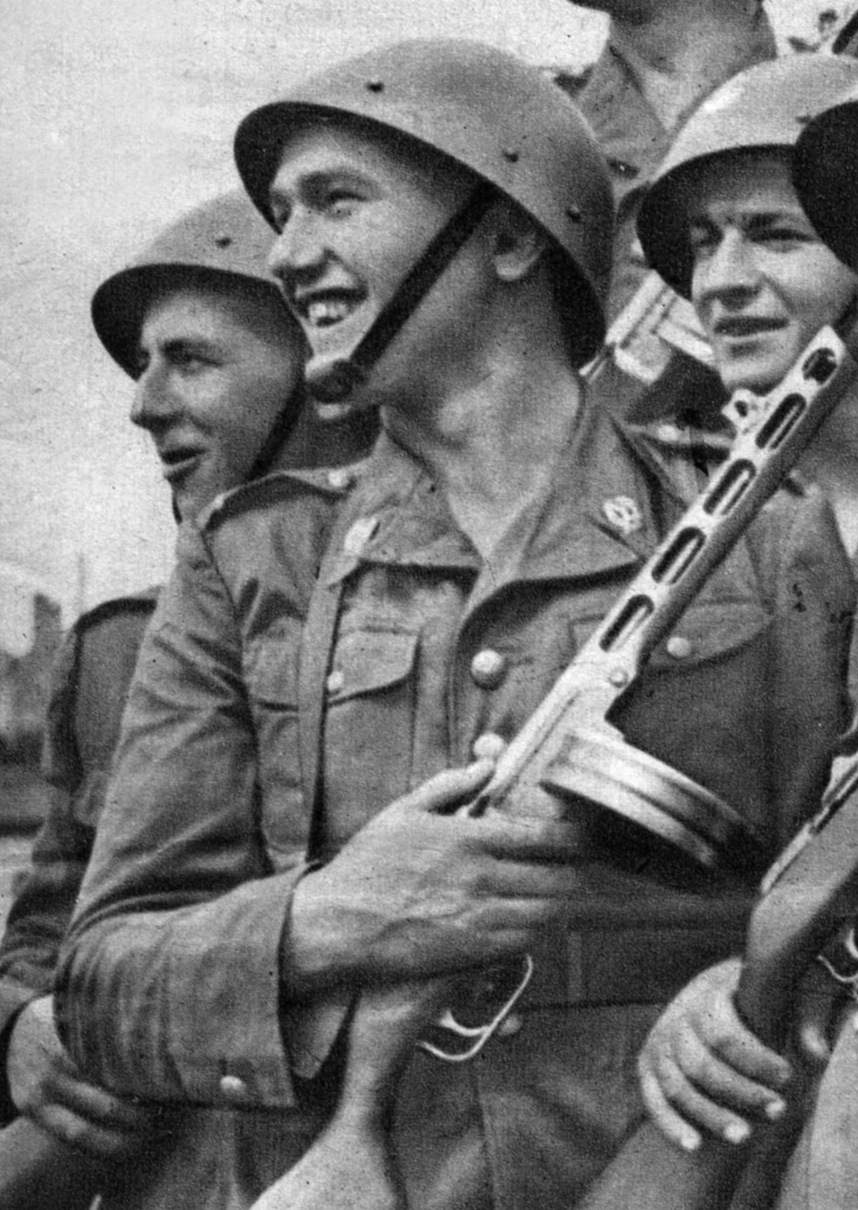
Militari polacchi ritratti negli anni cinquanta, armati di PPŠh-41. Il "Pepešha" (Pepesza) fu ampiamente distribuito nel dopoguerra alle Nazioni del Patto di Varsavia, sia nelle forze armate che nella polizia, e diversi Paesi (Ungheria, Polonia, Jugoslavia) lo produssero su licenza.

## Caratteristiche
Era un mitra a fuoco selettivo con funzionamento a massa battente, alimentato da caricatori amovibili con proiettili 7,62 × 25 mm Tokarev, prodotto con procedimenti industriali per l'epoca d'avanguardia che prevedevano lo stampaggio e tranciatura di quasi tutti gli elementi. Era costituito da un castello in acciaio basculante incernierato alla calciatura in legno, ed il principio di funzionamento era il più semplice possibile: massa battente a rinculo diretto. Il ciclo di sparo inizia ad otturatore aperto: il tiratore arretra l'otturatore agendo sulla manetta di armamento posta a destra (che presenta un fermo elastico di sicurezza) fino ad agganciarlo al dente di scatto, che è una semplice leva a bilancere. Premendo il grilletto l'otturatore scatta in avanti sospinto dalla molla, sfila una cartuccia dal caricatore, la camera; quindi il percussore fisso colpisce l'innesco della cartuccia provocando lo sparo. Il rinculo diretto spinge all'indietro l'otturatore che estrae ed espelle il bossolo esploso, e il ciclo si ripete finché il grilletto è premuto.
Vi era un semplice ma efficace selettore di tiro, costituito da un cursore situato all'interno del ponticello, di fronte al grilletto, a due posizioni: colpo singolo/raffica. Solo gli ultimi esemplari cominciarono a presentare un alzo regolabile a "L", da 100 e 200 metri, mentre in precedenza vi era solo una tacca fissa tarata a 100 m. Il manicotto di raffreddamento della canna era fatto in modo da funzionare da rudimentale compensatore, per limitare l'impennamento dell'arma in fase di sparo (risultato ottenuto solo in maniera parziale) ma produceva una vistosa fiammata.
Il funzionamento a massa battente comportava il rischio di fuoco accidentale nel caso di urto dell'arma contro una superficie dura. Per ovviare a ciò, a partire dal 1943 venne aggiunto un fermo elastico di sicurezza sulla manetta di armamento dell'otturatore, che impediva a quest'ultimo di arretrare anche in caso di urti o cadute.
Con un peso di circa 5  kg, (carico) l'arma ha una cadenza di fuoco teorica di 1.000 colpi al minuto, molto più alta di molti dei suoi concorrenti durante la seconda guerra mondiale. Si tratta di un'arma durevole, costruita a basso costo e con procedimenti semplici, che necessita di poca manutenzione e che ha dimostrato di funzionare in ogni condizione e di sopportare qualsiasi trattamento. Nonostante i caricatori bifilari da 35 colpi (disponibili dal 1942), la maggioranza dei soldati sovietici preferiva l'uso del caricatore a tamburo. I principali difetti del PPŠh-41 sono il peso e l'ingombro, ben maggiori rispetto ai molto più compatti MP-40, Sten, o M3, rispetto ai quali però vantava un volume di fuoco doppio, una migliore balistica e un'affidabilità senza pari.
Copiato dal finlandese KP-31, il caricatore a tamburo del PPŠh conteneva 71 colpi. Nella pratica, però, caricare l'arma con più di 60 colpi comprimeva troppo la molla interna e provocava inceppamenti ed inconvenienti. Inoltre, il caricatore a tamburo era più complesso da caricare rispetto al bifilare da 35 colpi, che divenne quindi molto comune a partire dalla sua adozione nel 1942. Pur contenendo meno cartucce, il caricatore bifilare garantiva un ulteriore punto d'appoggio per la mano.
Il comportamento allo sparo è giudicato molto favorevolmente dagli esperti: il peso e la generosa calciatura consentono un tiro preciso e facile da controllare, anche in raffiche prolungate. In mani esperte, il PPSh-41 spara con ottima precisione fino a 100 metri, e il tiro utile sfiora i 200 metri: un risultato notevole per un'arma automatica dell'epoca.

## Varianti
- Type 50: versione cinese del PPŠh-41. A differenza del modello sovietico, non era possibile l'utilizzo di caricatori a tamburo.

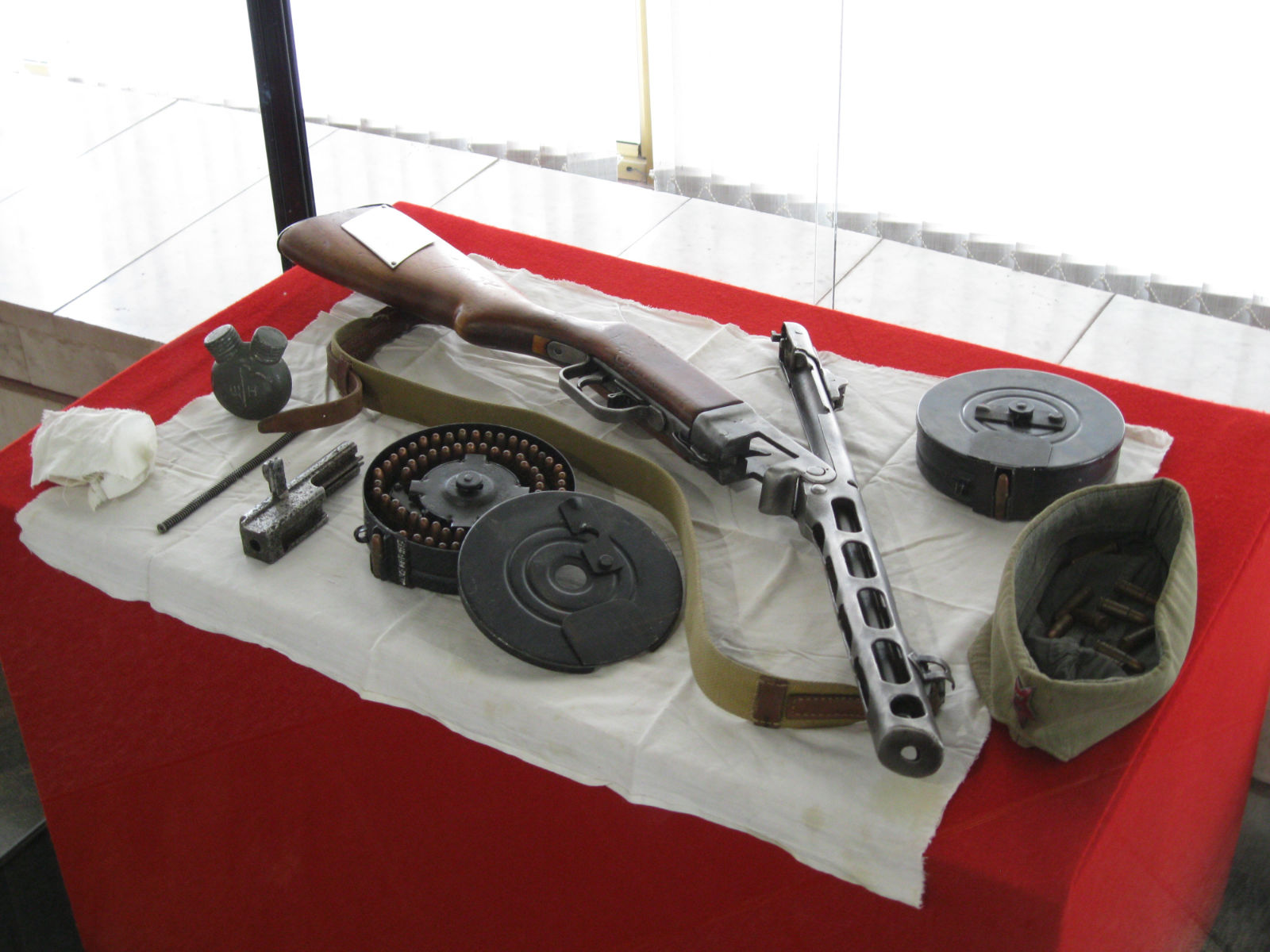
Un PPŠh-41 in smontaggio da campo. Si nota bene il castello incernierato all'estremità della calciatura, da cui si estrae l'otturatore con la relativa molla di riarmo (in basso a sinistra). In primo piano, un caricatore a tamburo aperto, che mostra la disposizione "a chiocciola" delle cartucce e l'elevatore a farfalla con molla centrale.

- Type 49: versione nordcoreana del PPŠh-41, utilizzabile solo con caricatori a tamburo
- K-50M: variante vietnamita basata sul Type 50 cinese. Il copricanna traforato è più corto del normale, è stata aggiunta l'impugnatura a pistola, il mirino originale fu sostituito con quello dell'AK-47 e l'arma presenta un calcio telescopico molto simile a quello del MAT-49 francese[11][12]. I cambiamenti rendono l'arma più leggera di quasi mezzo chilo[13]. L'arma era alimentata tramite caricatori bifilari, ma poteva utilizzare caricatori a tamburo se il calcio era completamente estratto[12].
- MP41(r): versione tedesca ricamerata per il 9 mm Parabellum.
- MP717(r): denominazione degli esemplari catturati dai tedeschi e alimentati con munizioni da 7,63 × 25 mm Mauser
- M-49: variante jugoslava del PPŠh-41.
- PPS-50: versione semiautomatica in calibro .22 LR prodotta dalla Pietta, con caricatori da 30 o 50 colpi. L'arma ricorda esteticamente il PPŠ ma non ne condivide le meccaniche.
- SKL-41: versione semiautomatica in calibro 9 mm del PPŠ-41 disponibile sul mercato tedesco a partire dal 2008. Oltre alle repliche dei caricatori originali, può essere alimentata tramite caricatori di MP-40.